# Геренук
Геренук або жирафова газель (Litocranius walleri) — африканська антилопа з підродини справжніх антилоп (Antilopinae), в якій утворює окремий рід. Її назва ймовірно походить від сомалійського слова «гарануг».

## Опис
Через свою вкрай довгу і тонку шию, а також довгі ноги, геренука ні з ким не можна сплутати. Його висота в загривку становить 95 см. Шерсть зверху червонувато-коричнева, з боків світліша. Чітка лінія відокремлює майже білу нижню частину тіла. Навколо очей знаходяться білі плями, які звужуються у бік рота. Роги є лише у самців, вони досить товсті й короткі, довжиною лише 30 см. Їх форма — своєрідно вигнута назад дуга, яка на кінці змінює напрямок вигину і вигинається вперед. Маса рідко перевищує 50 кг.

## Поширення
Ареал геренуків охоплює землі від Ефіопії та Сомалі до півночі Танзанії. В історичні часи геренуки мешкали також в Судані та в Єгипті, але вже довгий час там викорінені. Сферою проживання геренуків є перш за все сухі території, як правило порослі будяком савани.
Мешкає в посушливих або відносно вологих степах із заростями чагарників, на рівнинах та пагорбах, підіймається в гори до 1800 м.

## Поведінка

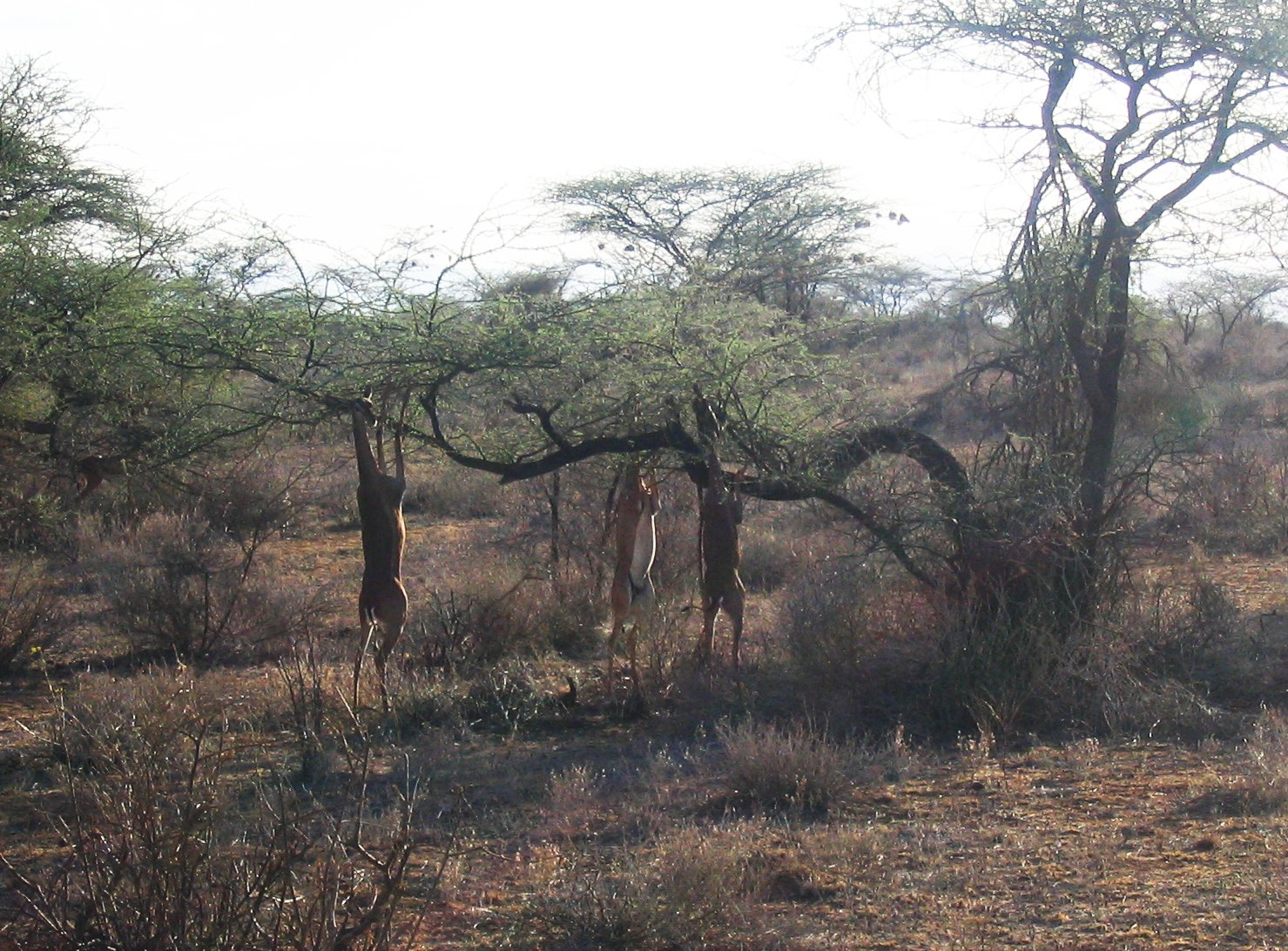
Геренук їдять, стоячи на задніх ногах

На сухих територіях геренуки можуть дуже довго обходитися без води. Вони харчуються виключно листям і на зразок неспоріднених їм жирафам розвинули для цього в процесі еволюції довгу шию і кінцівки. Як і у жирафа у них вельми жорсткий язик, а також подовжені та нечутливі губи, якими вони можуть охоплювати колючі гілки. Із закритим ротом геренук відтягує голову назад і зіщипує з гілок все листя. Для того, щоб дотягнутися до високих гілок, геренук стає на задні ноги, спираючись передніми об стовбур дерева.
Активний вранці та ввечері. Харчується листям, пагонами та гілочками чагарників і дерев.
Самки живуть разом з молодняком у невеликих групах від двох до п'яти звірів. Дорослі самці живуть поодинці та володіють власною територією. Під час шлюбних періодів вони намагаються утримати самок у своїх територіях, щоб з ними спаровуватися.

## Статус популяції
Геренуки ймовірно ніколи не були особливо численними тваринами. Через їх поодинокий спосіб життя вони часто не впадають в очі серед великих стад інших копитних, що зустрічаються в саванах. Через полювання геренуки за останні десятиліття стали ще рідкіснішими. Більшість геренуків живе в наші дні в Ефіопії. Їх загальна чисельність становить 70 тисяч особин. Вид занесений у міжнародну Червону книгу.

## Інше
Геренук місцями досить численний, оскільки сомалійці не полюють на нього і не їдять його м'ясо. Вони вважають геренука родичем верблюда. За народними повір'ями, вбивство геренука спричинить загибель верблюдів, які становлять головну цінність кочівників.
Судячи з наскельних зображень, що належать до 4000-2900 років до н. е.. і знайденим на правобережжі Нілу (у Ваді Саб), спроби приручити геренука робилися ще стародавніми єгиптянами.